# Олисей Гречин
Олисей Гречин — иконописец, по происхождению, вероятно, грек (отсюда прозвище Гречин). Впрочем, «иноэтнические» прозвища часто давались и славянам; так, по другой версии — сын новгородского боярина Петра Михалковича. Работал в Великом Новгороде в XII—XIII веках.
В 1973—1977 годах археологами в Новгороде в Троицком раскопе была открыта усадьба, а в её составе иконописная мастерская, принадлежавшая Олисею Петровичу. Были найдены заготовки икон, оклады, образцы красок, инвентарь художника, а также около 20 берестяных грамот из переписки Олисея.
По одной из гипотез, Олисей Гречин был главой артели изографов, создавших фресковый ансамбль церкви Спаса Преображения на Нередице в 1199 году.
На месте, где располагалась усадьба и мастерская Олисея, планируется создать Центр средневековых ремёсел.
Существует гипотеза, по которой авторство знаменитой новгородской иконы — Нерукотворного Образа — приписывается Олисею Гречину.
Мирское имя (прозвище) Олисея — Гречин известно по летописям. Олисей, вероятно, был священником. Он обычно отождествляется с игуменом Юрьева монастыря и претендентом на новгородское епископство в 1193 году — также Гречином.
Возможно, Олисей Гречин был одним из тех, кто оставил свой автограф в Софии Константинопольской.